# José Vidal Porcar
Pour les articles homonymes, voir José Vidal et Vidal.
José Vidal Porcar, né le 2 février 1920 ou le 6 décembre 1924 à Martorell (Province de Barcelone) et mort le 15 juin 1992 à Madrid, est un coureur cycliste espagnol. Professionnel de 1947 à 1953, il a remporté une étape du Tour de Catalogne et s'est classé troisième d'un championnat d'Espagne sur route.

## Palmarès
- 1950
  - 2e du Trofeo Masferrer
  - 3e du championnat d'Espagne sur route
- 1951
  - 3e du GP Catalunya
- 1952
  - 8e étape du Tour de Catalogne
- 1953
  - 2e du GP Torrelavega

## Résultats sur les grands tours

### Tour de France
1 participation
- 1953 : 74e

### Tour d'Italie
1 participation
- 1953 : 67e

### Tour d'Espagne
2 participations
- 1945 : abandon (3e étape)
- 1946 : abandon (5e étape)